# D’Andre Bishop
D’Andre Jerome Bishop (ur. 2 października 2002 w Pares) – antiguański piłkarz grający na pozycji napastnika.

## Kariera klubowa

### Villa Lions FC
Bishop grał w Villa Lions w sezonie 2018/2019.

### Ottos Rangers
Bishop reprezentował barwy Ottos Rangers w latach 2019–2021.

### 1.FC Mönchengladbach
Bishop przeszedł do 1.FC Mönchengladbach 28 października 2021. Zadebiutował on dla tego klubu 31 października 2021 w meczu z Sportfreunde Baumberg (przeg. 2:0). Pierwszą bramkę zawodnik ten zdobył 14 listopada 2021 w przegranym 5:2 spotkaniu przeciwko TSV Meerbusch. Łącznie dla tego klubu Antiguańczyk rozegrał 4 mecze, strzelając jednego gola.

## Kariera reprezentacyjna
| Mecze i gole w reprezentacji | Mecze i gole w reprezentacji | Mecze i gole w reprezentacji | Mecze i gole w reprezentacji         | Mecze i gole w reprezentacji | Mecze i gole w reprezentacji | Mecze i gole w reprezentacji | Mecze i gole w reprezentacji                         |
| Antigua i Barbuda U-17       | Antigua i Barbuda U-17       | Antigua i Barbuda U-17       | Antigua i Barbuda U-17               | Antigua i Barbuda U-17       | Antigua i Barbuda U-17       | Antigua i Barbuda U-17       | Antigua i Barbuda U-17                               |
| Lp.                          | Data                         | Miejsce                      | Gospodarz                            | Gość                         | Wynik                        | Gol                          | Rozgrywki                                            |
| ---------------------------- | ---------------------------- | ---------------------------- | ------------------------------------ | ---------------------------- | ---------------------------- | ---------------------------- | ---------------------------------------------------- |
| 1.                           | 03.04.2019                   | Bradenton                    | Antigua i Barbuda U-17               | Belize U-17                  | 2:1                          |                              | Mistrzostwa Ameryki Północnej U-17 2019 – eliminacje |
| Antigua i Barbuda            |                              |                              |                                      |                              |                              |                              |                                                      |
| Lp.                          | Data                         | Miejsce                      | Gospodarz                            | Gość                         | Wynik                        | Gol                          | Rozgrywki                                            |
| 1.                           | 07.09.2019                   | Montego Bay                  | Jamajka                              | Antigua i Barbuda            | 6:0                          |                              | Liga Narodów CONCACAF 2019/2020                      |
| 2.                           | 09.09.2019                   | North Sound                  | Antigua i Barbuda                    | Aruba                        | 2:1                          | Gol                          | Liga Narodów CONCACAF 2019/2020                      |
| 3.                           | 11.10.2019                   | North Sound                  | Antigua i Barbuda                    | Gujana                       | 2:1                          |                              | Liga Narodów CONCACAF 2019/2020                      |
| 4.                           | 15.10.2019                   | Leonora                      | Gujana                               | Antigua i Barbuda            | 5:1                          |                              | Liga Narodów CONCACAF 2019/2020                      |
| 5.                           | 16.11.2019                   | North Sound                  | Antigua i Barbuda                    | Jamajka                      | 0:2                          |                              | Liga Narodów CONCACAF 2019/2020                      |
| 6.                           | 19.11.2019                   | Willemstad                   | Aruba                                | Antigua i Barbuda            | 2:3                          |                              | Liga Narodów CONCACAF 2019/2020                      |
| 7.                           | 21.11.2019                   | Coatepeque                   | Gwatemala                            | Antigua i Barbuda            | 8:0                          |                              | Mecz towarzyski                                      |
| 8.                           | 24.03.2021                   | Willemstad                   | Antigua i Barbuda                    | Montserrat                   | 2:2                          | Gol                          | Mistrzostwa Świata 2022 – eliminacje                 |
| 9.                           | 28.03.2021                   | Upper Bethlehem              | Wyspy Dziewicze Stanów Zjednoczonych | Antigua i Barbuda            | 0:3                          |                              | Mistrzostwa Świata 2022 – eliminacje                 |
| 10.                          | 04.06.2021                   | North Sound                  | Antigua i Barbuda                    | Grenada                      | 1:0                          |                              | Mistrzostwa Świata 2022 – eliminacje                 |
| 11.                          | 09.06.2021                   | San Salvador                 | Salwador                             | Antigua i Barbuda            | 3:0                          |                              | Mistrzostwa Świata 2022 – eliminacje                 |